# 露西·琼斯
露西·琼斯（章光月）（英語：Lucy Jones，1955年—）是一位美国地震学家和科普作家，任职于美國地質調查局和加州理工學院地震學實驗室，被南加州的许多人视为“隔壁地震学家”，也被稱為“地震神女”，主要作品有《大灾变：自然灾害下我们如何生存》（The Big Ones: How Natural Disasters Have Shaped Us (and What We Can Do About Them)）。

## 生涯
瓊斯博士在布朗大學獲得了中文語言和文學學士學位，副修物理。因為在台灣念到高中，因此她的中文字叫“章月光”，並在麻省理工學院獲得了地球物理學博士學位。
她在美國地質調查局工作了33年，期間開發了加州地震咨詢的方法論，創立了全球參與人數超過6000萬的大震動演習（Great ShakeOut drill），並擔任洛杉磯市長的地震安全科學顧問。此外，她還撰寫了100多篇關於統計地震學和綜合災害情景的論文。
瓊斯博士還是一位音樂家，她在洛杉磯巴洛克和SoCal Viols演奏中提琴，並創作了關於氣候變化的音樂作品《In Nomine Terra Calens》，可以翻譯為"以暖化地球之名"。該曲採取巴洛克樂曲風格，她利用了一種數學縮放函數，將從1880年到2013年的地球表面平均溫度數據轉換成音樂。樂曲中以1880年的温度定为乐曲的第一个小节，音高为B-flat（中央C下面的第二个音）。每个随后的小节代表下一个年份，每当全球平均温度上升（或下降）0.03°C，音高就上升（或下降）半音。歌曲可以听到温度的上升，以及在最近几十年温度上升的加速。

## 獎項
她的開創性科學工作獲得了許多獎項，包括塞繆爾•J•海曼服務美國獎章、美國內政部傑出服務獎以及美國地球物理聯合會、地震學會、地震工程研究所、地質學會和美國地球科學研究所的公共服務獎。

## 個人生活
瓊斯因為外交官父親派駐台灣而就讀台北美國學校，1971年她以第二名成績畢業於該校，隨後進入布朗大學就讀。
1980年瓊斯在中國的一場地震預測會議發表論文，她與一位當時幕後協助她操作視聽設備的研究生Egill Hauksson結婚，Hauksson在加州理工學院擔任地震網絡主管。
他們育有兩個兒子，名字為Sven和Niels。